# Vera Balser-Eberle

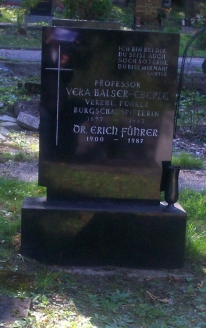
Tumba de Vera Balser-Eberle

Vera Balser-Eberle (21 de octubre de 1897-23 de marzo de 1982) fue una actriz austriaca.

## Biografía
Nacida en Augsburgo, Alemania, entre 1931 y 1964 actuó en el Burgtheater de Viena. A partir del año 1940 enseñó elocución en el Seminario Max Reinhardt, y a partir de 1973 trabajó como consultora de elocución en el Burgtheater.
Estuvo casada en primeras nupcias con el actor Ewald Balser, y posteriormente con el abogado Erich Führer (1900–1987).
Vera Balser-Eberle falleció en Viena, Austria, en el año 1982. Vera y Erich Führer fueron enterrados en el Cementerio Neustifter Friedhof de Viena.